# Spinal muskulær atrofi
Spinal muskulær atrofi er en arvelig (autosomalt recessiv) degeneration af forhornscellerne i rygmarven. Kan underinddeles i tre grupper efter debutalder.
Type 1: Morbus Werdnig-Hoffmann med debut før fødslen eller inden for de første 6 måneder.
Type 2: Intermediær, debut inden for 6.-15. levemåned.
Type 3: Kugelberg-Welander, med det debut i sen barnealder/ungdom.
Årsag:
Skyldes mutationer i genet SMN1 på kromosom 5q. (Kan findes ved gentest, men kun ved ca. 95%)
Symptomer:
Atrofi (svind) og lammelse af muskulaturen opadtil på arme og ben. Senere involveres vejrtrækningsmuskulaturen. Muskelspasmer (fascikulationer) i den atrofiske muskulatur og manglende senereflekser.
Der er i øjeblikket ingen behandling og hastigheden hvor med sygdommen tager til, er individuel. Behandlingen fokuserer på hjælpemidler og anden hjælp til at tackle hverdagen.
| Sygdom | Spire Denne artikel om sygdom er en spire som bør udbygges. Du er velkommen til at hjælpe Wikipedia ved at udvide den. |